# Thawan Thamrongnawasawat
Thawan Thamrongnawasawat (thaï : ถวัลย์ ธำรงนาวาสวัสดิ์), né Thawan Thareesawat (thaï : ถวัลย์ ธารีสวัสดิ์) le 21 novembre 1901 dans la province d'Ayutthaya, et mort le 3 décembre 1988 à Bangkok) est un militaire et homme d'État thaïlandais, neuvième Premier ministre du 23 août 1946 au 8 novembre 1947.
Il est aussi ministre de la Justice à deux reprises : entre 1938 et 1944, au sein des gouvernements de Plaek Phibunsongkhram, puis entre 1946 et 1947, dans celui de Pridi Banomyong puis au sein de son propre gouvernement.
Il est également membre de la Chambre des représentants entre 1933, année à laquelle il est nommé par le Khana Ratsadon pour y siéger, et 1947.